# Great Mariners
El Great Mariners es un equipo de fútbol de Ghana que milita en la División 1 de Ghana, la segunda liga de fútbol más importante del país.

## Historia
Fue fundado en la ciudad portuaria de Tema con el nombre GHAPOHA, el cual más tarde cambiarían por el de GHAPOHA Readers. El club es de la Ghana Port and Harbour Authority (GHAPOHA por sus siglas).
Han estado en la Liga de fútbol de Ghana en varias temporadas como GHAPOHA, en la cual han disputado más de 200 partidos, aunque con un saldo negativo y principalmente en la década de los años 1990s. Su primer logro importante fue ganar la Copa de Ghana en la temporada 1996/97 luego de vencer al Okwahu United 1-0 en la final con gol de Isaac Boakye.
A nivel internacional ganaron el Campeonato de Clubes de la WAFU en 1997 y en los torneos de la Confederación Africana de Fútbol participaron en la desaparecida Recopa Africana en 1998, en la que fueron eliminados en la segunda ronda por el USM Alger de Argelia.

## Palmarés

### Torneos Nacionales (1)
- Copa de Ghana (1): 1996-97
- Subcampeón de la Supercopa de Ghana (1): 1997

### Torneos internacionales (1)
- Campeonato de Clubes de la WAFU (1): 1997

## Participación en competiciones de la CAF
| Temporada | Torneo          | Ronda | Club               | Casa | Visita | Global |
| --------- | --------------- | ----- | ------------------ | ---- | ------ | ------ |
| 1998      | Recopa Africana | 1     | ASF Bobo-Dioulasso | 3-0  | 1-1    | 4-1    |
| 1998      | Recopa Africana | 2     | USM Alger          | 0-1  | 0-1    | 0-2    |